# Harry Johnson
Herbert Henry Johnson, detto Harry (Hoxton, 10 agosto 1887 – Westminster, 16 dicembre 1947), è stato un pugile britannico.

## Palmarès

### Olimpiadi
- Bronzo a Londra 1908 nei pesi leggeri.